# Come tu mi vuoi
Come tu mi vuoi è un dramma scritto alla fine degli anni venti da Luigi Pirandello. Prende lo spunto da un avvenimento di cronaca realmente accaduto tre anni prima (si tratta del caso Bruneri-Canella o dello "smemorato di Collegno").
La vicenda di Come tu mi vuoi riguarda un personaggio enigmatico di cui all'inizio non si conosce il nome, l'Ignota. Questa femme fatale svolge una vita mondana ed abita presso una famiglia a Berlino. È l'amante del padre di famiglia, il signor Salter, e pare abbia anche un rapporto carnale con «Mop», la figlia di lui. Attraverso la conoscenza di un personaggio chiamato Boffi, accade all'Ignota un fatto inaspettato: le si presenta infatti l'occasione di rifarsi completamente una vita nel suo paese di origine, l'Italia. Il dramma ricorda quindi per certi versi le tematiche di doppia identità de Il fu Mattia Pascal (1904).
Pirandello si era recato diverse volte in Germania: nel pezzo si nota anche il contrasto tra la vita metropolitana del primo dopoguerra berlinese, dinamica e peccaminosa, e l'arretratezza della provincia italiana, oppressa dal proprio passato.
L'attrice Marta Abba fu la principale partner artistica di Pirandello interpretando l'Ignota, consigliandolo, coinvolgendo la sua compagnia e curando le vicende della pièce e delle pubblicazioni del dramma.
Inoltre, la parte dell'Ignota si rivelò particolarmente adatta alle caratteristiche della celeberrima Greta Garbo per un breve adattamento cinematografico del 1932: As you desire me.

## Cinema
- Come tu mi vuoi (As You Desire Me), regia di George Fitzmaurice (1932)